# Andreas Zaron
Andreas Zaron, född 19 december 1965 i Neckarsulm i Tyskland, är en tysk sångare och låtskrivare. Bland annat har han framfört låten When The Rain Begins To Fall tillsammand med Peggy March.